# 博凯讷
博凯讷（法語：Beauquesne，法語發音：[bokɛn]）是法国上法蘭西大區索姆省的一个市镇，属于亚眠区。

## 地理
博凯讷（50°5'5"N, 2°23'29"E）面积20.04 平方千米，位于法国上法蘭西大區索姆省，该省份为法国北部沿海省份，北起加来海峡省和北部省，西接滨海塞纳省和大西洋英吉利海峡，南至瓦兹省，东临埃纳省。
与博凯讷接壤的市镇（或旧市镇、城区）包括：泰拉梅尼勒、奥维尔、萨尔通、博瓦尔、马里约、皮舍维莱尔、兰舍瓦勒、塔尔马、拉维科涅。
博凯讷的时区为UTC+01:00、UTC+02:00（夏令时）。

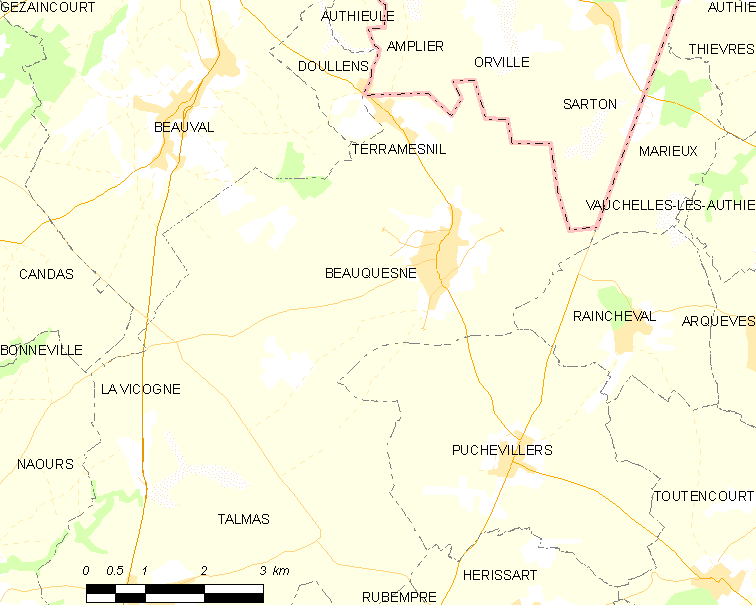
博凯讷的OSM定位图

## 行政
博凯讷的邮政编码为80600，INSEE市镇编码为80070。

## 政治
博凯讷所属的省级选区为杜朗县。

## 人口

1962-2008年间博凯讷人口变化图示

博凯讷于2022年1月1日时的人口数量为1341人。